# 재퀴 램비

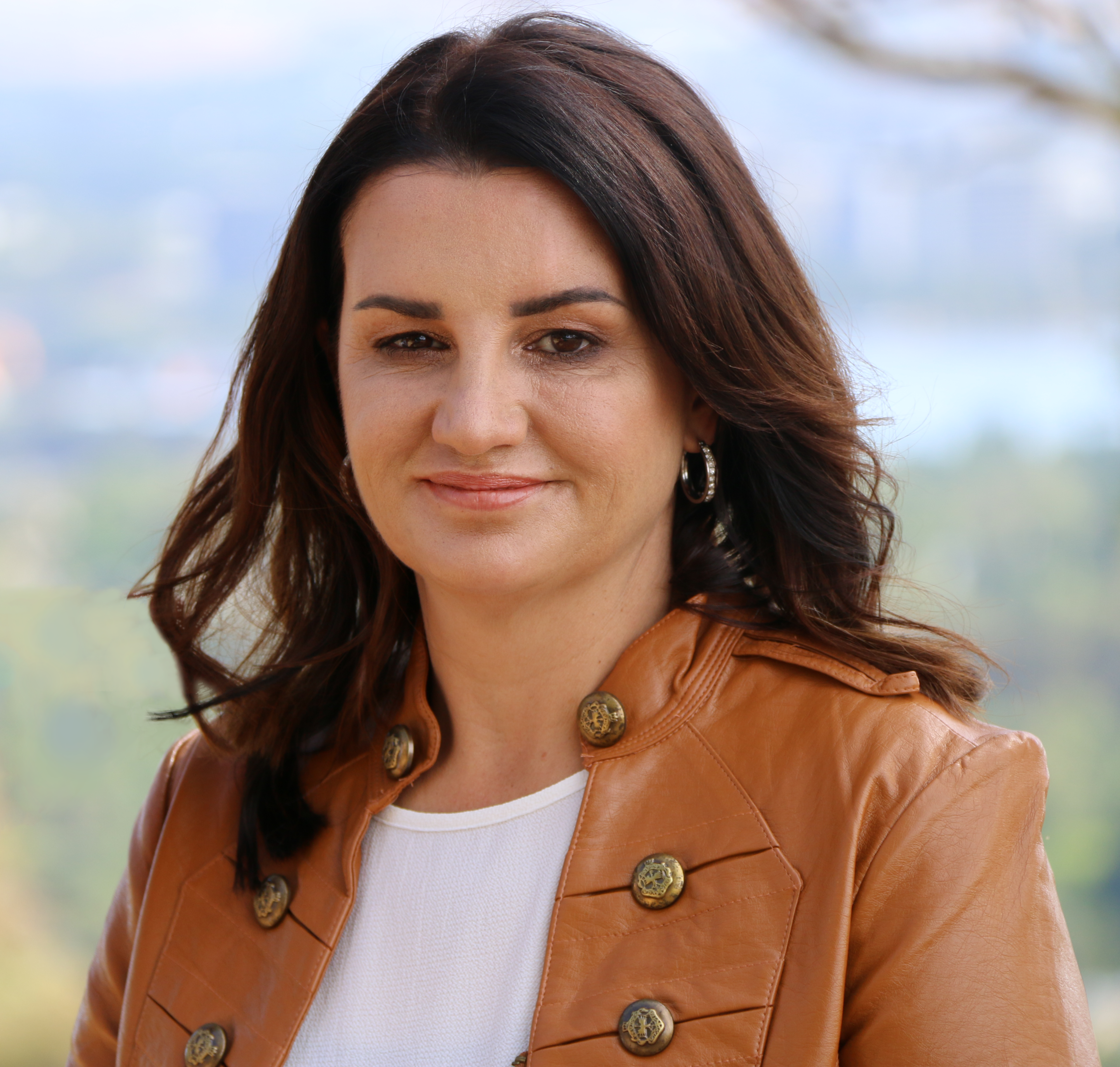
2017년의 램비

재퀴 루이즈 램비 (1971년 2월 26일 출생)는 오스트레일리아의 정치인으로, 재퀴 램비 네트워크(JLN)의 대표이자 설립자이다. 그녀는 2019년부터 태즈메이니아주 선출 상원의원으로 재직 중이며, 이전에는 2014년부터 2017년까지 상원의원이었다.
램비는 데번포트의 공공 주택에서 성장했으며, 오스트레일리아 육군에서 상등병으로 복무했다. 2011년 자유당에 입당하여 경선에 출마하려 했고, 이전에는 노동당 상원의원 닉 셰리의 보좌관으로 일하기도 했던 램비는 오스트레일리아의 억만장자 클라이브 파머가 이끄는 파머 통합당에 입당했다. 그녀는 2013년 연방 선거에서 상원에 선출되었다. 그녀의 임기는 2014년 7월에 시작되었다. 램비는 강렬한 풀뿌리 선거운동과 이후 보여준 공격적이고 시끄러운 의회 내 행동으로 전국적인 명성을 얻었으며, 외교, 보훈, 청년 실업 문제에 대한 투쟁과 인종차별 및 이슬람 혐오를 조장했다. 지속적인 내부 분열 이후, 2014년 11월 램비는 파머 통합당에서 사퇴하고 무소속으로 상원에 앉게 되었다.
2015년 5월, 그녀는 자신을 대표로 하는 재퀴 램비 네트워크 정당을 창당했다. 그녀는 2016년 연방 선거(이중 해산)에서 자신의 정당 소속으로 6년 임기의 상원의원에 당선되었다. 2017년 11월, 그녀는 스코틀랜드 출신 아버지로부터 영국 시민권을 상속받아 오스트레일리아-영국 이중 국적을 보유하고 있음이 밝혀졌다. 의회 자격 위기의 일환으로, 그녀는 2017년 11월 14일 사퇴를 발표했다. 재검표 결과, 그녀는 2016년 연방 선거에서 JLN 후보 명부 2순위였던 데번포트 시장 스티브 마틴으로 교체되었다. 그는 다른 헌법적 근거로 자신의 자격에 대한 이의 제기를 버텼지만, 램비가 임명될 수 있는 임시 상원 공석을 만들지 않기 위해 사퇴를 거부했다. 그녀는 나중에 충성심 부족을 이유로 그를 당에서 제명했다.
램비는 2019년 선거에서 상원의원으로 재선되었고, 2019년 7월 1일에 두 번째로 상원의원이 되었다.

## 어린 시절
팔라와 여성이기도 한 램비는 태즈메이니아 북서부의 울버트스톤 마을에서 태어났다. 그녀의 부모는 그녀가 13세 때 헤어졌고, 그녀는 데번포트의 공공 주택 단지에서 자랐으며 데번포트 고등학교를 다녔다.
램비는 제46대 오스트레일리아 의회 의원 중 고등학교를 졸업하지 않은 네 명의 의원 중 한 명이었으며, 다른 세 명은 줄리 콜린스, 루 엘 오브라이언, 테리 영이었다.

## 군 복무

### 오스트레일리아 육군 (1989–2000)
램비는 1989년 오스트레일리아 육군에 입대했다. 그녀는 첫째 아이를 임신한 것을 모른 채 신병 훈련을 마쳤다. 임신 사실은 4개월 후에야 알려졌다. 육군 의무관들은 그녀의 월경 중단을 훈련 스트레스로 인한 것으로 돌렸다.
기본 훈련 후, 그녀는 1990년 왕립 오스트레일리아 수송단에 배속되었다. 그녀는 수송단에서 5년 동안 복무한 후 왕립 오스트레일리아 군사경찰단으로 전보되어 5년 더 근무했으며, 하사 계급을 달성했다.
1997년 7월 야전 훈련 중, 램비는 척추에 장기적인 손상을 입는 허리 부상을 입었다. 물리 치료와 의료 시술 후에도 작전 체력을 회복하지 못해 2000년에 의학적인 이유(흉추 통증)로 의병 제대했다. 이로 인해 그녀는 보훈부(DVA)에 군인 연금 청구를 진행하게 되었다.
그녀는 그 이후로 오스트레일리아 재향군인회의 재향군인 옹호자로 활동했으며, 버니 상공회의소, 컨트리 위민스 협회, 로타리 등과 함께 모금 활동에 참여했다.

### 보훈부 분쟁 (2000–2006)
보훈부(DVA)는 처음에 그녀의 보상 신청을 거부했지만, 나중에 승인하고 군인 장애 연금을 지급했다. 그녀는 나중에 허리 통증과 관련된 우울증에 대한 보상을 신청했지만, 이 역시 처음에 거부되었다. DVA는 개인 탐정 회사를 고용하여 그녀의 집에서 5시간 동안 감시를 수행했다. 이 감시에 근거하여, DVA는 그녀가 꾀병을 부린다고 결론짓고, 그녀의 군인 연금과 의료비 지급을 중단했다.
램비는 5년 동안 부서의 결론에 맞섰고, 그 기간 동안 센터링크 장애 연금을 수령했다. 2006년, 행정심판원은 그녀의 사건에서 비디오 증거의 허용 여부에 대해 판결을 내리려 할 때, DVA는 비디오 사용을 포기하고 램비가 보상받을 자격이 있다는 것을 인정했다. 심판원의 부원장 크리스토퍼 라이트 판사는 "처음에 피고인이 자금을 지원했던 그녀의 의료 치료가 2001년에 중단되지 않았더라면 훨씬 더 큰 개선이 훨씬 이전에 이루어졌을 가능성이 있다"고 결론지었다.

## 정치 경력

### 초기 정치 경력 (2008–2012)
램비의 정치 활동은 2008년 태즈메이니아주 노동당 상원의원 닉 셰리의 보좌관으로 일하기 시작하면서 시작되었다.
2011년 11월, 그녀는 오스트레일리아 자유당에 입당했고 나중에 브래든 선거구 경선에 출마하기로 결정했다. 그녀는 자유당을 떠나 자유당은 "남자 클럽"이며, 그녀는 정치에 대해 배울 수 있는 것을 보기 위해 그들을 "잠입"하기 위해 입당했다고 말했다.
2012년, 램비는 무소속으로 출마하는 데 필요한 자금을 마련하기 위해 집을 팔았고, 억만장자 클라이브 파머가 설립한 신생 파머 통합당에 합류했다. 그녀는 "큰 선수들처럼 광고할 돈이 없었다"고 말했다.

### 상원 (2013–2017; 2019–현재)

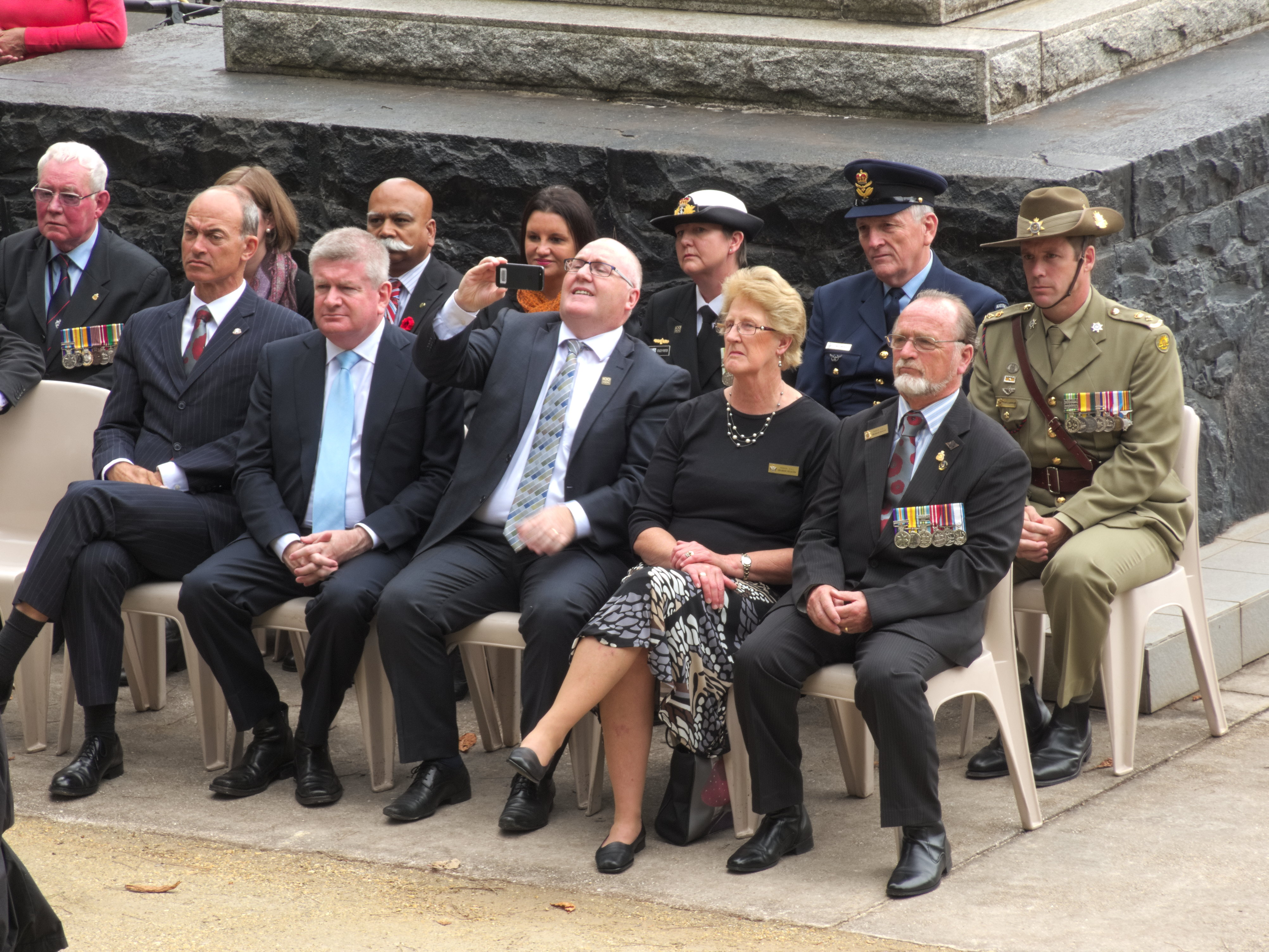
램비 (뒷줄, 가운데)가 버니, 태즈메이니아의 기념벽과 하사 캐머런 베어드 받침대 제막식에 참석했다.

2013년 연방 선거에서 램비는 파머 통합당 후보로 출마하여 6.58%의 첫 번째 선호 투표를 얻어 태즈메이니아주 상원의원 여섯 번째 의석을 차지했다. 그녀는 승리의 최종 결과를 "위층의 큰 남자"에게 돌렸다. 이는 파머가 아니라 하나님을 지칭하는 것으로, "그 시점에 이르면 위층의 하나님에게 달려 있다. 내가 할 수 있는 일은 많지 않다"고 말했다.
2014년 11월 24일, 램비는 파머 통합당에서 사퇴하고 상원에서 무소속으로 남을 것이라고 발표했다. 그녀의 사퇴는 당 대표 클라이브 파머와의 수 주간의 불화 이후에 이루어졌다.
2015년 4월, 그녀는 재퀴 램비 네트워크라는 정당 등록을 신청했다. 2015년 5월, 그녀를 대표로 하는 정당이 오스트레일리아 선거관리위원회에 등록되었다. 그녀는 2016년 오스트레일리아 의회 선거에서 자신의 정당인 재퀴 램비 네트워크의 이름으로 상원에 재선되었다.
2017년 11월 14일, 램비는 오스트레일리아 헌법 제44조에 따라 금지된 영국 및 오스트레일리아 국적을 모두 소유하고 있음이 밝혀진 후 상원에서 사퇴를 발표했다. 그녀는 사퇴 발표에서 연방 정치로 돌아가고 싶다고 밝혔으며, 브래든 선거구의 저스틴 키가 시민권 문제로 사퇴해야 한다면 출마를 고려할 것이라고 했으나 2018년 브래든 보궐선거에는 출마하지 않았다.
2018년, 대법원은 재검표 후 램비의 러닝메이트인 스티브 마틴이 그녀를 상원에서 대체할 것이라고 판결했다. 램비는 마틴이 즉시 사임할 것이라고 예상했으며, 이는 그녀가 임시 공석에 임명되어 상원으로 복귀할 길을 열어줄 것이었다. 그녀는 "개인적인 도덕성"과 충성심이 마틴이 사임해야 한다고 규정한다고 주장했다. 당 대변인은 태즈메이니아 주민들이 램비가 의석을 차지하기를 원했으며, 마틴이 사임하면 "그 투표가 회복될 기회가 있다"고 주장했다. 마틴이 이를 거부하자, 램비는 그를 당에서 제명했다. 마틴에게 보낸 서한에서 램비는 그가 "우정, 존중, 진실"이라는 JLN의 가치를 지키지 못했다고 비난했다.
램비는 2019년 선거에서 상원에 재선되었다. 정부의 정의 보장 법안 논의 와중에, 램비는 건설, 임업, 해양, 광업 및 에너지 노동조합 (CFMEU) 빅토리아 지부의 위원장인 존 세트카가 사임하지 않으면 법안에 찬성표를 던지겠다고 위협했다. 그녀는 세트카를 자신의 태즈메이니아 집으로 초대해 일요일 로스트를 대접하며 사임을 설득하려 시도했다. 결국 그녀는 자신의 수정안이 정부에 의해 거부된 후 법안에 반대표를 던졌다.

## 정치적 견해

### 고등 교육
2020년 램비는 자유당의 대학교 개혁 법안이 저소득 학생들의 정신 건강과 경제적 기회에 해를 끼칠 것이라고 믿고 반대했다. 그녀는 상원에서 자신의 입장을 분명히 밝혔다. "저소득층 아이들에게 아무리 재능이 있고 아무리 결단력이 있더라도 조금 더 저렴하게 꿈을 꾸는 것이 좋다고 말하는 표가 되지 않겠다. 왜냐하면 당신은 그것을 감당할 수 없기 때문에 결코 성공할 수 없을 것이다."라고 말했다.

### 군대 내 폭력 의혹 제기
2016년 2월, 램비는 학대를 주장하는 전직 군인 문제를 제기하며 은폐와 데이비드 모리슨 중장의 개입에 대한 조사를 요구했다.

#### 외교 정책 및 국방
2014년 8월, 램비는 중국이 오스트레일리아를 침공할 수 있다는 자신의 믿음을 표현했다. "중국 공산당의 침공 위협을 무시하는 국가 안보 및 국방 정책을 가져야 한다고 생각하는 사람이 있다면, 당신은 망상에 사로잡혀 있고 머리에 돌이 들어 있는 것이다... 공산당 중국의 군사력과 서구 세계 민주주의에 대한 위협 수준은 전례 없이 역사적인 수준이다." 그녀의 발언은 윌 호지먼 태즈메이니아 주총리로부터 비난을 받았다. 그녀는 나중에 인도네시아를 잠재적인 군사적 위협으로 추가했다. 램비는 "젊은이들에게 존중, 충성심, 명예를 가르칠 때"라고 말하며 국민 복무의 재도입 가능성에 대한 지지를 암시하는 발언을 했다.
2015년 10월, 그녀는 중국-오스트레일리아 자유 무역 협정에 반대한다고 선언했으며, 중국 정부를 "전체주의 이념을 밀어붙이는", "반민주적", "깡패, 도둑, 거짓말쟁이, 국제 인권 침해자"로 간주한다고 말했다.
2014년 10월, 램비는 ABC 라디오 내셔널과의 라디오 인터뷰에서 블라디미르 푸틴을 좋아한다고 말하며 "그는 매우 강력한 리더십을 가지고 있다고 생각한다. 훌륭한 가치를 가지고 있다. 그는 분명히 테러리즘을 근절하기 위해 노력하고 있으며, 그 점에 대해서는 그에게 경의를 표해야 할 것 같다."고 말했다. 2015년 2월, 램비는 오스트레일리아를 떠나 외국 전투원이 된 오스트레일리아 시민에게 사형 재도입을 촉구했다.
2016년 10월, 그녀는 탈레반 또는 이슬람 국가에 대한 전쟁 범죄 혐의를 받은 모든 국방 인원에 대해 선제적인 사면을 요구했으며, 이는 탈레반과 이슬람 국가 전투원들이 그들의 "비인간적인 행동과 비열하고 역겨운 문화와 이념" 때문에 전쟁 규칙 또는 국제 인권의 보호를 받을 자격이 없다는 근거를 들었다.

#### 이슬람
2014년 9월, 램비는 오스트레일리아 내 부르카 착용을 금지하는 일반 의원 법안 도입 계획을 발표했다. 헌법 전문가인 조지 윌리엄스 교수는 이 법을 "실현 불가능하고, 솔직히 좀 바보 같다"고 묘사했다. 그녀는 또한 이슬람 샤리아법 지지자들을 공격하며, 그들을 "오스트레일리아의 모든 여성이 부르카를 입을 때까지" "냉혹한 도살과 강간"을 멈추지 않을 "미치광이와 타락한 인간"이라고 묘사했다. 샤리아법에 대한 자신의 이해를 설명해달라는 질문에 그녀는 대답하지 못하고 대신 "그것은 분명히 테러리즘과 관련이 있다"고 말했다. ABC 정치 기자 앤드루 그린에 따르면, 일부 평론가들은 이 인터뷰를 "기차 잔해"라고 묘사했다. 2017년 2월, 그녀는 형법 1995를 개정하여 테러 위협 선언이 유효할 때 특정 목적에 필요하지 않는 한 공공 장소에서 얼굴 전체를 가리는 것을 불법으로 만드는 일반 의원 법안을 도입했다.
2017년 1월, 그녀는 특정 무슬림 다수 국가 시민의 미국 입국을 제한하는 도널드 트럼프의 행정명령 13769를 오스트레일리아도 따라야 한다고 말했다. 그녀는 샤리아법을 지지하는 모든 무슬림을 오스트레일리아에서 추방하고, ASIO 테러 감시 목록에 있는 모든 사람을 추방하거나 최소한 반역죄나 선동죄로 기소해야 한다고 촉구했다.
2018년 ABC 뉴스와의 인터뷰에서 램비는 자신의 이전 샤리아법에 대한 견해와 거리를 두며, "분열을 원하지 않는다"고 말하고 "그것을 정말로 추진하던 이전 보좌관"의 영향을 받았다고 말했다. 2018년 되돌아가라 출신지로 TV 프로그램에 출연하여 시리아 전쟁 지역에 배치된 후, 램비는 난민 옹호 입장으로 바뀌어 "더 많은 난민을 받아들이는 것에 대한 논의가 정치 테이블에 있어야 한다"고 말했다.
2024년 8월 22일, 램비는 오스트레일리아의 팔레스타인인 비자 발급에 대한 의회 토론 중에 동료 상원의원 메린 파루키로부터 반무슬림 감정을 드러냈다는 비난을 받았다. 파루키는 SBS 뉴스에서 "나는 여기 앉아서 (재퀴) 램비 상원의원이 무슬림을 공격하고 비난하는 것을 들어야 했고, 그녀는 심지어 내 이름도 제대로 발음하지 못했다"고 주장했다.

#### 녹색당
2013년 10월 그녀는 오스트레일리아 녹색당을 비판하며 "태즈메이니아의 모든 희망을 파괴했다"고 비난했으며, 태즈메이니아의 높은 실업률에 대해 상원 조사가 필요하다고 말했다. 2015년 7월, 그녀는 녹색당을 이슬람 국가에 비유하며 "두 그룹 모두 우리가 암흑 시대로 돌아가 살기를 원한다... 그들은 우리가 촛불과 함께 동굴에서 살고 두부를 먹기를 원한다"고 말했다.
2020년 램비는 정치 기부금법을 "약화시키는" 법안을 비판하는 데 녹색당과 협력했다.

## 정책

### 재향군인 자살 왕립 위원회
아들 데이비드 피니가 심각한 외상 후 스트레스 장애와의 힘든 싸움 끝에 스스로 목숨을 끊은 줄리앤 피니가 조직한 Change.org 청원에 대한 응답으로, 램비는 재향군인 자살에 대한 왕립 위원회를 촉구했다. 2021년 4월 20일 기준, 이 청원은 40만 명 이상의 서명을 받았다.
2020년 2월 5일, 모리슨 정부는 현역 및 퇴역 호주 방위군 장병의 자살에 대해 조사할 국방 및 재향군인 자살 예방 국민위원회 위원을 임명할 의사를 발표했다.
램비는 반대 보고서에서 정부 계획을 비판하며 "스스로 목숨을 끊은 재향군인 가족들은 왕립 위원회를 지지한다. 그 자살의 책임이 있다고 비난받는 기관들은 국민 위원을 지지한다"고 언급했다. 국민 위원회와 관련된 두 법안은 법무부 장관에 의해 2020년 8월 27일 의회에 제출되었으며, "국방 및 재향군인 자살 예방 국민 위원회 법안 2020"과 "국방 및 재향군인 자살 예방 국민 위원회 (결과 개정) 법안 2020"이다. 치안 판사 베르나데트 보스는 2020년 10월 1일 국방 및 재향군인 자살 예방 초대 (임시) 국민 위원으로 임명되었다.
2021년 3월 22일, 양원 모두 왕립 위원회 지지 동의안을 통과시켰다. 2021년 7월 8일, 오스트레일리아에 국방 및 재향군인 자살 왕립 위원회가 설립되었다.

### 정치 기부금
램비는 2020년 2월 오스트레일리아 상원에 정치 기부금법을 강화하는 법안을 제출했다. 이 법안은 현재 정치 기부금 14,300달러 미만은 공개하지 않아도 되는 법을 개정하려는 것이다. 램비는 이 한도를 2,500달러로 낮출 것을 제안했다.
이 법안은 정치 캠페인을 운영하는 기관을 위한 선거 지출 계좌 도입도 제안한다. 이는 정당 및 기타 단체들이 선거 캠페인에 지출하는 모든 자금의 출처를 공개하도록 강제할 것이다.

### 오스트레일리아 제조업
2020년 초, 램비는 오스트레일리아 제조업을 지원하기 위한 캠페인을 시작했다. 오스트레일리아가 외국 수입품에 의존하는 것에 대한 우려와 함께, 그녀는 이러한 우려가 오스트레일리아의 경제 주권에 대한 위협이며, 코로나19의 도래와 함께 증폭되었다고 믿는다.

### 외세 간섭
램비는 자신의 웹사이트에 "의회 사람들이 중국이 우리 경제와 민주주의를 침투하려는 시도에 대해 깨어날 때가 되었다"고 말했다. 그녀의 우려는 전 ASIO 총국장이었던 던컨 루이스의 주장과 일치한다. 자유당 의원 글래디스 류의 중국 공산당과의 관계가 적절한지에 대한 지속적인 논쟁이 있으며, 노동당은 그녀가 의원으로 '적합하고 적절'하지 않을 수 있다고 주장한다.

## 텔레비전
| 연도 | 제목                                        | 비고               |
| ---- | ------------------------------------------- | ------------------ |
| 2016 | 키친 캐비닛                                 | 인터뷰 대상자      |
| 2017 | 헤브 유 빈 페잉 어텐션?                     | 게스트 퀴즈 마스터 |
| 2018 | 투나이틀리 위드 톰 밸러드                   |                    |
| 2018 | 되돌아가라 출신지로                         |                    |
| 2019 | 아임 어 셀러브리티... 겟 미 아웃 오브 히어! | 참가자             |
| 2019 | 휴지, 위 해브 어 프라블럼                   | 유명인 문제        |
| 2021 | 빅 딜                                       | 인터뷰 대상자      |

## 개인 생활
램비는 미혼이며 두 자녀가 있다. 그녀는 18세에 군대에 입대한 후 고등학교 남자친구와의 관계에서 낳은 첫 아들 브렌틴을 1989년에 출산했다. 그녀는 왕립 오스트레일리아 수송단에서 일하던 중 존 밀버턴을 만났다. 그들은 사실혼 관계를 시작했으며, 밀버턴은 브렌틴을 정식으로 입양했고, 1992년에는 둘째 아들 딜런을 낳았다. 밀버턴과 램비는 2000년 그녀가 군대에서 제대하기 직전에 헤어졌다. 2015년 8월, 그녀는 21세 아들의 메스암페타민 중독과의 싸움을 공개했다. 그녀는 또한 진통제에 중독되어 한 번 자살을 시도했다고 밝혔다.
램비는 태즈메이니아 북부 해안의 버니 시에 거주하고 있다. 그녀는 농담으로 완벽한 남자를 "현금이 많고", "다리 사이에 패키지가 있는" 사람이라고 묘사했다. 그녀의 발언은 많은 분노를 샀고, 그녀는 나중에 그것이 가장 당황스러운 순간이었다고 밝혔다.
2014년 램비는 자신을 "가톨릭 신자; 나는 종교인이다"라고 묘사하며, 시드니 모스크 방문 초대를 거절한 이유로 들었다.

### 원주민 혈통
2014년 의회 첫 연설에서 램비는 어머니 쪽 가족을 통해 태즈메이니아 원주민 지도자 매널라제나의 후손으로서 오스트레일리아 원주민과 "피, 문화, 역사를 공유한다"고 밝혔다. 그녀는 나중에 ABC TV의 오스트레일리아 이야기에 매널라제나의 손녀인 마거릿 브릭스의 후손으로, 하이트 가문과 결혼했다고 주장하는 가계도를 제공했다. 2002년 행정심판원은 마거릿 브릭스의 후손은 ATSIC 선거의 원주민 혈통 요건을 충족하기에 충분하다고 판결했다.
램비의 원주민 혈통 주장은 오스트레일리아 이야기, 태즈메이니아 개척자 지수, 태즈메이니아 원주민 토지 위원회 의장 클라이드 맨셀 등 여러 출처에서 의문을 제기했다. 다른 태즈메이니아 원로 로이 메이나드는 그녀가 원주민으로 자신을 식별하는 것을 받아들이고, 맨셀이 그녀의 주장을 의심한 것을 비판했다. 오스트레일리아 국회 도서관은 램비를 원주민 의원 목록에 포함시켰다.

## 더 읽어보기
- Hooper, Chloe (2022년 3월 1일). “Goddamn bloody adult: Jacqui Lambie”. 《더 먼슬리》.